# Chris Barrie
Chris Barrie (właśc. Christopher Jonathan Brown; ur. 28 marca 1960, Hanower) – brytyjski aktor i prezenter telewizyjny, znany z roli Arnolda Rimmera, jednego z głównych bohaterów sitcomu Czerwony karzeł.
Barrie studiował na politechnice w Brighton, ale szybko skusiła go telewizja. Początkowo jego specjalnością były parodie znanych sportowców. W latach 1983–1985 występował w emitowanym na antenie BBC Radio 4 programie satyrycznym Son of Cliché, którego jeden z segmentów stał się później podstawą dla fabuły Czerwonego karła. Barrie zagrał jedną z głównych ról w tej produkcji. Równocześnie, w latach 1991–1997, grał rolę tytułową w innym brytyjskim sitcomie, Imperium Brittasa, gdzie wcielał się w postać ambitnego szefa centrum rozrywki.
Oprócz tego Barrie grał niewielkie role w takich filmach i serialach jak Czarna Żmija czy Tomb Raider. Użyczał także głosu postaciom w filmach animowanych i grach komputerowych. Jest również prezenterem programów motoryzacyjnych na Discovery Channel.